# بنينو فيريرا
بنينو فيريرا (بالإسبانية: Benigno Ferreira) (و. 1846 – 1920 م) هو محاماة، وسياسي، ومحام من باراغواي .
تولى منصب رؤساء الباراغواي .